# Illaunloughan Island Monastery
Illaunloughan Island Monastery war ein frühchristliches Kloster im heutigen Irland (County Kerry), gelegen auf der kleinen Insel Illaunloughan Island (irisch Oileán Locháin, dt. „Locháns Insel“) im Portmagee Channel zwischen Valentia Island und der Iveragh-Halbinsel in Höhe der Hafenstadt Portmagee.

## Geschichte
Im Martyrologium des Óengus von Tallaght (entstanden um 830) werden zwei Heilige mit dem Namen Lochán erwähnt, von denen einer vermutlich mit der monastischen Niederlassung der Iroschottischen Kirche auf der kleinen Insel im Zusammenhang steht. 1992 bis 1995 fanden dort ausführliche archäologische Grabungen statt, die die Beschreibung von zwei Phasen eines klösterlichen Lebens ergaben. Die erste Besiedlungsphase fand vom 7. bis zum 8. Jahrhundert statt. Dieser Periode konnten die Fundamente eines hölzernen Oratoriums, dreier Rundhütten und von Begräbnissen männlicher Personen östlich des Oratoriums und unter einem späteren steinernen Reliquienschrein zugeordnet werden. Die zweite Phase währte vom 8. in das 9. Jahrhundert. Ihr konnte der Neubau eines steinernen Oratoriums, des Reliquienschreins und einer steinernen Bienenkorbhütte zugewiesen werden. Die Hütte und das Oratorium sind von der Ausführung verwandt mit den erhaltenen Bauwerken des Klosters auf Skellig Michael. Von diesen drei Bauwerken sind heute noch die verwitterten unteren Bauteile erhalten. Im Reliquienschrein konnten in zwei steinernen Cisten translozierte menschliche Gebeine ergraben werden. Diese wurden hierher aus früheren Begräbnissen übertragen. Zusätzlich wurden Bestattungen ergraben, die vom Hochmittelalter bis in das 19. Jahrhundert datiert werden konnten und niemals den Bereich des Reliquienschreins gestört hatten. So stark war im Bewusstsein der Bevölkerung die lokale Tradition. Das monastische Leben auf Illaungloughan Island ist vermutlich nach dem 9. Jahrhundert erloschen. Wegen fehlender schriftlicher Quellen vermuten die Archäologen als Grund für die abgelegene Besiedlung eine Pilgerstation auf dem Weg zum Kloster Skellig Michael. Noch heute legen vom gegenüber gelegenen Hafen von Portmagee die Ausflugsschiffe zu diesem äußersten Vorposten des Christentums in Irland ab.